# Ольховский сельсовет (Башкортостан)
Ольховский сельсовет — муниципальное образование в Уфимском районе Башкортостана.
Административный центр — село Ольховое.

## История
Согласно Закону о границах, статусе и административных центрах муниципальных образований в Республике Башкортостан имеет статус сельского поселения.
Ольховский сельсовет Уфимского района Республики Башкортостан образован 30 апреля 1998 года.
Закон Республики Башкортостан «Об образовании Ольховского сельсовета путём разделения Булгаковского сельсовета Уфимского района Республики Башкортостан» от 30 апреля 1998 года № 155-з гласит:

Статья 1. Образовать Ольховский сельсовет путём разделения Булгаковского сельсовета Уфимского района Республики Башкортостан с административным центром в поселке Центральная усадьба конезавода N 119 Уфимского района Республики Башкортостан, включив в состав Ольховского сельсовета поселок Центральная усадьба конезавода N 119 и поселок Федоровка.

Статья 2. Установить границу Ольховского сельсовета Уфимского района Республики Башкортостан согласно представленной схематической карте.
В 2004 году в Ольховский сельсовет вошли 6 га Кировского района города Уфы.
Закон Республики Башкортостан от 17 декабря 2004 г. № 125-з "Об изменениях в административно-территориальном устройстве Республики Башкортостан, изменениях границ и преобразованиях муниципальных образований в Республике Башкортостан" гласит:

Статья 1. "Изменения в административно-территориальном устройстве Республики Башкортостан", п. 54:
54. Изменить границы следующих сельсоветов Уфимского района, Уфимского района, города Уфы, следующих территориальных единиц города Уфы согласно представленной схематической карте, передав часть территорий территориальных единиц города Уфы в состав территорий сельсоветов Уфимского района:
- 127 га Орджоникидзевского района города Уфы в состав территории Черкасского сельсовета Уфимского района;
- 66 га Кировского района города Уфы в состав территории Чесноковского сельсовета Уфимского района;
- 300 га Кировского района города Уфы в состав территории Зубовского сельсовета Уфимского района;
- 379 га Кировского района города Уфы в состав территории Булгаковского сельсовета Уфимского района;
- 6 га Кировского района города Уфы в состав территории Ольховского сельсовета Уфимского района;

## Население
| 2002 | 2009 | 2010 | 2012 | 2013 | 2014 | 2015  |
| ---- | ---- | ---- | ---- | ---- | ---- | ----- |
| 839  | ↗947 | ↗960 | ↗987 | ↘981 | ↗992 | ↗1003 |
| 2016 | 2017 | 2018 |      |      |      |       |
| ↘994 | ↗999 | ↘979 |      |      |      |       |

## Состав сельского поселения
| № | Населённый пункт | Тип населённого пункта       | Население |
| - | ---------------- | ---------------------------- | --------- |
| 1 | Ольховое         | село, административный центр | ↘889      |
| 2 | Фёдоровка        | деревня                      | ↗71       |